# SŽD-Baureihe Д1
Die Dieseltriebwagen der Reihe Д1 (D1) sind Dieseltriebwagen für den Vorortverkehr, die nach 1964 in der Firma Ganz-MÁVAG als Nachfolge der SŽD-Baureihe Д entwickelt worden. Sie wurden von 1964 bis 1988 in insgesamt 605 Exemplaren gefertigt und waren bei der SŽD für die Sicherstellung des Vorortverkehrs auf nichtelektrifizierten Strecken landesweit eingesetzt. Im Gegensatz zu der Vorgängerbaureihe waren die Züge als vierteilige Baureihe ausgeführt und hatten als zusätzliches Unterscheidungsmerkmal eine hydrodynamische Kraftübertragung in Form eines Anfahrwandlers in der ersten Übertragungsstufe und einer mechanischen Kraftübertragung in der zweiten und dritten Übertragungsstufe. Der Zug ist zusammen mit der SŽD-Baureihe ДР1 eine der hauptsächlichsten Serie von Triebwagen der UdSSR.

## Geschichte

### Voraussetzung zum Erscheinen der Züge, Vorbetriebs-Überprüfungen
Die Firma Ganz-MÁVAG steht für eine der hauptsächlichsten Lieferanten von Triebwagen mit Dieselmotor für die Eisenbahnen der ehemaligen SŽD. Von 1960 bis 1964 lieferte das Werk 89 Triebwagen der SŽD-Baureihe Д an die Eisenbahnen der UdSSR aus. Diese Fahrzeuge waren bevorzugt im Baltikum eingesetzt und zeigten im Betrieb einige konstruktive Mängel, die bevorzugt auf die nicht ausreichende Fahrgastkapazität und Mängel in der Getriebekonstruktion zurückzuführen waren.
Parallel mit der Auslieferung der letzten Fahrzeuge begann das Werk 1963 mit der Herstellung einer vierteiligen Einheit von Dieseltriebwagen, die die Bezeichnung Д1 (D1) und die Ordnungsnummern ab 201 erhielten. Die ersten Fahrzeuge bis zu der Ordnungsnummer 295 besaßen noch die Bezeichnung Д (D) wie die Vorgängerbaureihe. Die Auslieferung der gesamten Reihe erstreckte sich bis 1988. Verwirklicht wurde die Auslieferung der Züge im Rahmen der Firma Maschinoimport. Die Fahrzeuge wurden über die Grenzstationen Sachon und Tschop in die damalige UdSSR überführt. Die erste Lieferung von Fahrzeugen kam in der UdSSR in der Mitte des Jahres 1964 an, danach wurde sie zur Prüfung an die Eisenbahnen im Baltikum gegeben. Der letzte Zug der Serie wurde im April 1988 in die UdSSR geliefert.
Im September 1964 wurde der Dieselzug mit der Nummer 202 zur Durchführung der Prüfung auf dem Allrussischem Forschungsinstitut für Schienenverkehr gegeben, wo er die Kraft-Energie-Überprüfung absolvierte. Dabei wurde die größte Leistung auf der fünften Position des Fahrschalters bei der Fahrt in der zweiten Übertragungsstufe abgegeben. Sie betrug dabei 1230 PS, die Geschwindigkeit betrug dabei 83,5 km/h. Das waren 84 % der Maximalleistung. Dabei wurde ein Wirkungsgrad von 29,8 % ermittelt.

### Auslieferung der Serienfahrzeuge
Die Auslieferung der Serienfahrzeuge wurde in den Jahren von 1964 bis 1988 vollzogen. Insgesamt wurden 605 Triebzüge mit den Inventarnummern 201 bis 805 gefertigt. Zum Lieferumfang gehörten 2540 Waggons, davon waren 1210 Motorwagen und 1330 Beiwagen. Die Motorwagen wurden im Werk Ganz-MÁVAG gebaut, dort wurden auch die Beiwagen mit den Nummern 201 bis 205 und 661 bis 685 hergestellt. Die Beiwagen mit den Nummerierungen 206 bis 660 wurden von der Firma Raba in Győr hergestellt. Nach 1982 wurde im Rahmen der Kooperation des damaligen Rat für gegenseitige Wirtschaftshilfe auch Beiwagen im Werk Astra Vagoane Călători in Arad hergestellt. Außerdem wurden ergänzende Fahrzeuge von den Inventarnummern 581 bis 640 mit den ergänzenden Nummern 6 und 8 hergestellt.
Die Auslieferung der Fahrzeuge geschah gestaffelt nach Baujahr und Stückzahl lt. folgender Tabelle:
| Baujahr   | Anzahl | Nummer der Einheit | gefertigte Waggons |
| --------- | ------ | ------------------ | ------------------ |
| 1964      | 15     | 201-215            | 60                 |
| 1965      | 40     | 216 - 255          | 160                |
| 1966      | 40     | 256 - 295          | 160                |
| 1967      | 40     | 296 - 335          | 160                |
| 1968      | 40     | 336 - 375          | 160                |
| 1969      | 45     | 376 - 420          | 180                |
| 1970      | 40     | 421 - 460          | 160                |
| 1971      | 30     | 461 - 490          | 120                |
| 1972      | 30     | 491 - 520          | 120                |
| 1973      | 20     | 521 - 540          | 80                 |
| 1974      | 20     | 541 - 560          | 80                 |
| 1975      | 20     | 561 - 580          | 80                 |
| 1976–1988 | 225    | 581 - 805          | 1020               |

## Betrieb

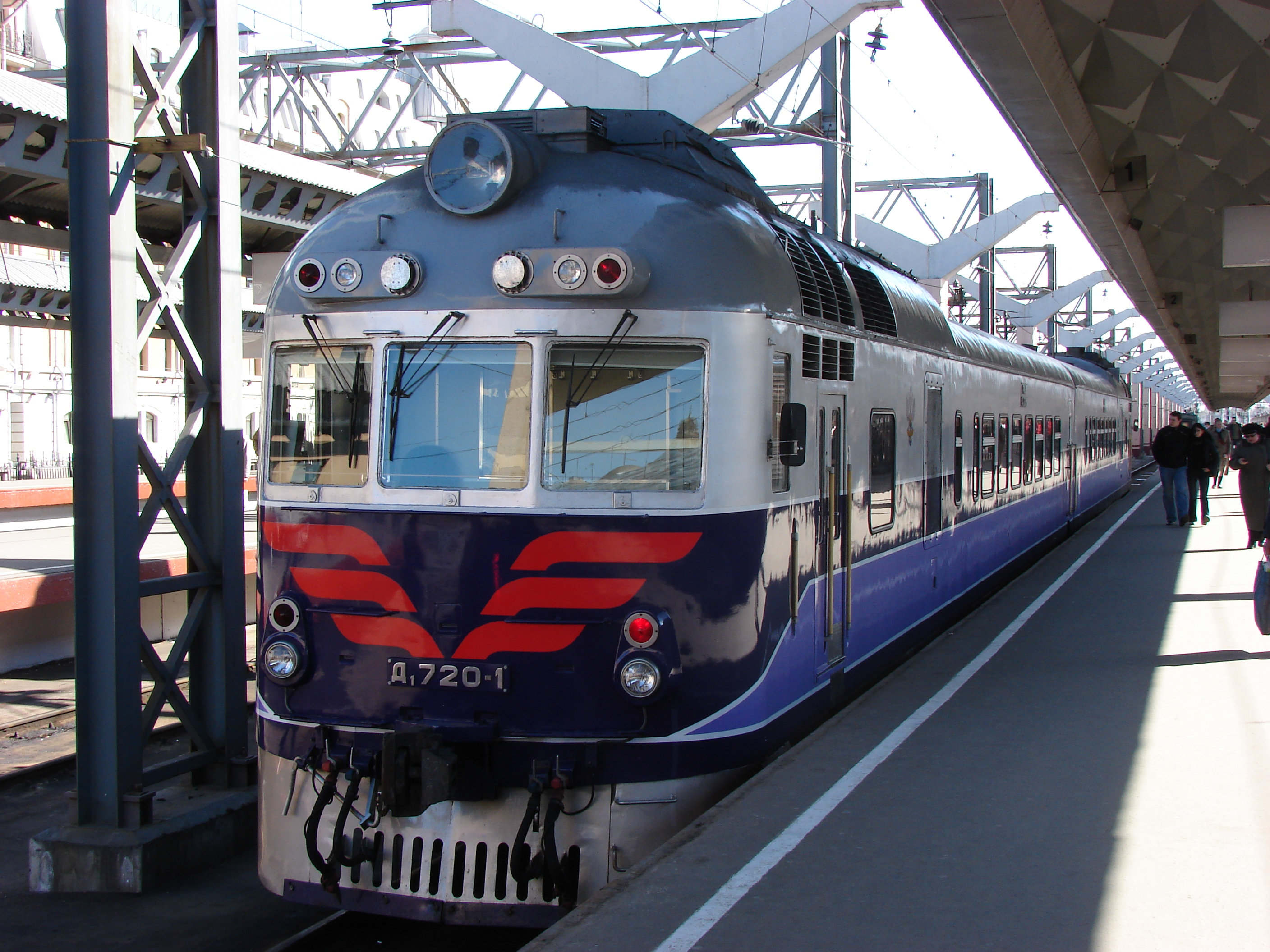
Im Jahr 1995 überholter Triebzug der Serie Д_{1M}

Die Dieseltriebzüge der Reihe Д1 erhielten für den Betrieb die Gorkowskaja schelesnaja doroga (Depots Gorki, Judino, Kasan), die Donezka Salisnyzja (Depots Swatowe, Sentjanowka, Popasna, Rodakowo, Debalzew, Ilowajsk), die Moskowskaja schelesnaja doroga (Depots Smolensk, Uslowaja, Kaluga, Lgow), die Eisenbahngesellschaft im Raum Lwiw (Depots Tschop, Sdolbuniw, Kolomyja, Korolewo), die Odeska Salisnyzja (Depots Chrystyniwka, Nikolajew, Schewtschenko, Odessa, Kischinjow), die Oktoberbahn (Depots Wyborg, Nischni Nowgorod, Leningrad Warschauer Bahnhof), die Eisenbahnen im Baltikum (Depots Vilnius, Radviliškis, Tartu, Tallinn, Kaliningrad), die Jugo-Wostotschnaja schelesnaja doroga (Depots Otroschka, Tambow).
Zum Stand 1. Januar 1976 waren bei den SŽD 371 Dieseltriebwagen betrieben, und zwar bei den Gorkowski 46 Fahrzeuge, bei den Donezk 53 Fahrzeuge, bei den Moskowski 54 Fahrzeuge, bei den Eisenbahnen um Lwiw 40 Fahrzeuge, bei den Odessaer 61 Fahrzeuge, bei der Oktoberbahn 20 Fahrzeuge, im Baltikum 79 Fahrzeuge und bei der Jugo-Wostotschnaja 18 Fahrzeuge. Die Triebzüge der Reihe Д1 wurden für den organisierten Vorortverkehr und Stadtverkehr auf nichtelektrifizierten Strecken ausgenützt. Im Knoten von Smolensk, Kasan, Kischinjow, Odessa, Vilnius, Kaliningrad u. a. wurden alle Beförderungen des Vorort- und ein Teil des städtischen Verkehres von den Fahrzeugen bestritten. Zum Stand 1. Januar 1992 befanden sich bei den SŽD 472 Triebwagen.
Die Fahrzeuge mit früheren Nummern zeigten einige betriebliche Unsicherheiten im Rahmen der Kraftübertragung, durch Brüche von verschiedenen Wellen. In dem Zusammenhang empfahl die Verwaltung der Lokomotivwirtschaft Dämpfungen anzubringen. 1980 bis 1990 verwirklichten Spezialisten der VNIIZhT einen Austausch der Kraftübertragung der Fahrzeuge auf Grundlage der SŽD-Baureihe ДР1А. Das Projekt sah den Ersatz der hydrodynamischen Kraftübertragung HM 612-22 durch das Strömungsgetriebe vom Typ GDP 750/021 sowie des ursprünglichen Dieselmotors 2 VFE 17/24 durch den Dieselmotor M 773 A (einem Zwölfzylinder-Viertakt-Dieselmotor mit 180 mm Zylinderdurchmesser und 200 mm Kolbenhub). Die Modifizierung wurde in dem Ausbesserungswerk in Welikije Luki in der Zeit von 1995 bis 2002 durchgeführt. Die renovierten Dieselzüge erhielten die Bezeichnung Д1M (D1M).
Stand Mitte 2014 endet allmählich der Betrieb der Dieselzüge. 2001 hörte der Betrieb der Fahrzeuge bei den Eisenbahnen in Estland auf, 2004 bei der Oktoberbahn, 2007 bei der Jugo-Wostotschnaja schelesnaja doroga, 2008 bei der Eisenbahn in Litauen, 2011 bei den Eisenbahnen um Kaliningrad und 2013 bei der Moskowskaja schelesnaja doroga. Mit Stand 1. Januar 2012 fuhren bei den Eisenbahnen der GUS im Personenzugdienst 68 Dieselzüge der Reihe Д1, unter ihnen bei der Moskowskaja schelesnaja doroga vier Fahrzeuge (Depot Nowomoskowsk), bei der Odeska Salisnyzja 17 Fahrzeuge (Depots Schewtschenko, Chrystyniwka, Nikolajew), bei der Eisenbahn um Lwiw 32 Fahrzeuge (Depots Sdolbuniw, Tschop, Kolomyja), bei den Donezka Salisnyzja 15 Fahrzeuge (Depots Swatowe, Ilowajsk) und in Moldawien 20 Fahrzeuge (Depot Kischinjow). Ein Teil der Triebzüge und auf ihrer Basis gebauten Motorwagen wurden für Dienstzüge verwendet. Bei den RŽD hörte der Betrieb im Jahr 2013 auf. In dem Depot Nowomoskowsk blieb ein Triebwagen mit der Nummer 748 erhalten, er befindet sich z. Zt. in Reserve. Eine Erneuerung des Betriebes ist nicht geplant. Der Zug besitzt z. Zt. noch eine gültige Instandhaltungsstufe Kr 2 mit Modernisierung. Eine Technologie für die Wartungsstufe Tr-3 ist aber in dem Depot Nowomoskowsk nicht vorhanden, deshalb ist eine Wiederinbetriebnahme des Zuges eher aussichtslos.

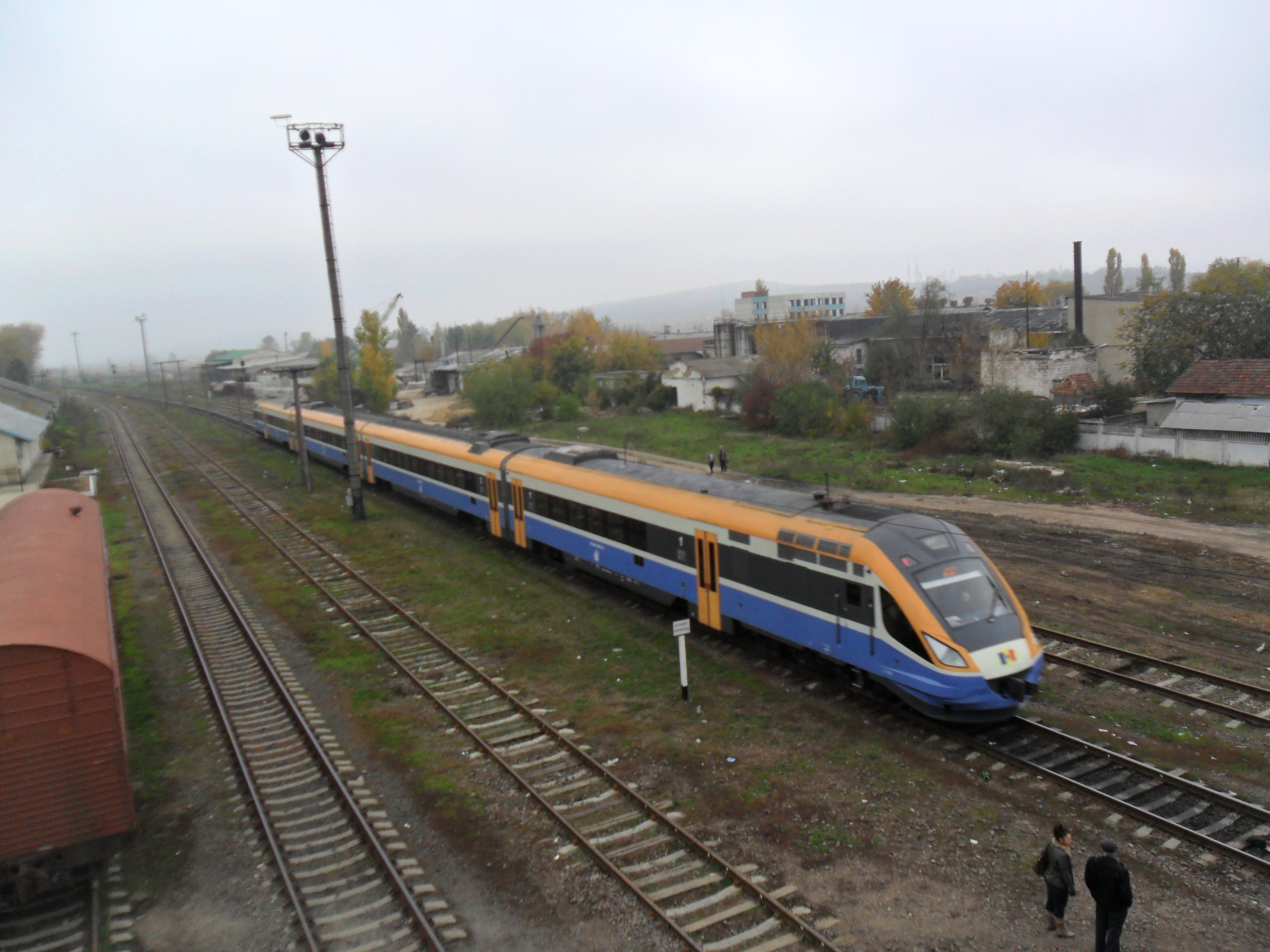
Im Jahr 2012 überholter Triebzug für Moldawien

Die Eisenbahnen in Moldawien schlossen 2012 einen Vertrag mit der Firma Remar Pascani über eine Reparatur und Modernisierung ihrer Dieselzüge Д1. Im Zuge dessen wurde die Inneneinrichtung und die Antriebsanlage der Züge ersetzt. Der erste ausgelieferte Zug wurde nach erfolgter Reparatur 2012 in den Betrieb zurückgegeben. Weitere Züge folgten. Die in diesem Zusammenhang modifizierten Züge erhielten 2012–2013 die Bezeichnung D1M.

## Technische Daten
Ein Triebzug der Baureihe D1 wird üblicherweise aus zwei Triebköpfen und zwei antriebslosen Mittelwagen gebildet. Der Triebzug konnte auch als Fünf- oder Sechswagenzug betrieben werden, dabei bestand er aus zwei Triebköpfen und drei bzw. vier Mittelwagen. Zwei Triebzüge konnten von einem Führerstand aus in Doppeltraktion gesteuert werden. Die Achsformel der Grundeinheit lautete (1B)' 2' + 2' 2' +2' 2' + 2' (B1)'.

### Fahrzeugteil
Der Hauptrahmen ist eine Ganzmetallkonstruktion in tragender Bauweise. Er diente als Tragwerk für die Kasteneinheit und für die Übertragung der Antriebs- und Bremskräfte als dynamische Stoßbelastung, die bei der Fahrt des Zuges entstehen. Der Rahmen des Triebkopfes besteht aus dem Kopfteil, dem Zwischenteil und dem Endteil. Der Kopfteil des Rahmens besteht aus geschweißten Profilen, die mit Rippen und Gurten aus Blechen verstärkt wurden. Der Kopfteil hat eine Aussparung für den im Antriebsdrehgestell gelagerten Dieselmotor. Der mittlere Teil des Rahmens besteht ebenso aus Profilen, längs, quer und schräg angeordnet. Der Endteil des Rahmens besteht aus der Pufferbohle, Zwischenprofilen und Streben. Die Konstruktion des Rahmens der Zwischenwagen ist analog, außer dass das Kopfteil durch ein weiteres Endteil ersetzt wurde.
Der Kasten der Waggons ist zusammengestellt als feste ganztragende geschweißte Metallkonstruktion. Er ist auf dem Rahmen aufgestellt; hergestellt ist er aus längs- und quergehenden Elementen, bestehend aus Stahlblech. Die Kopfseite besteht aus Befestigungen zwischen den Fenster- und Türständern, bezogen sind sie von außen mit glattem Blech. Das Dach ist hergestellt aus Befestigungen zwischen den Längs- und Querbalken und ebenso mit Blech bezogen. Der Wagenkasten ist so konstruiert, dass der Triebzug D1 sowohl auf Strecken mit niedrigen Bahnsteigen, als auch auf solchen mit hohen Bahnsteigen eingesetzt werden kann. An jedem Ende des Rahmens ist eine automatische Mittelpufferkupplung befestigt. Die Kopfform des Triebkopfes hat einen Schneepflug. Die Eingangstüren sind zweiseitige Schiebetüren, sie haben einen pneumatischen Antrieb, der von dem Führerstand des Lokführers elektropneumatisch gesteuert ist.

### Drehgestelle
Der Kasten des Triebkopfes ist auf einem dreiachsigen Antriebs- und einem zweiachsigen antriebslosen Drehgestell aufgestützt. Der Kasten der Mittelwagen ist auf zwei zweiachsigen Drehgestellen aufgestützt. Der Radstand des Motordrehgestelles ist 4700 mm, der Laufdrehgestelle 2400 mm.
Die Rahmen der Drehgestelle sind eine Schweißkonstruktion. Die Last wird vom Wagenkasten auf die drehzapfenlosen Antriebsgestelle über zwei Gleitbahnen übertragen. Ursprünglich hatten die Triebdrehgestelle der Triebwagen dieselbe Achsfolge wie die Vorgängerbauart mit A1A, ab der Nummer 376 ging man bei dieser Reihe wieder auf die bei Ganz-MÁVAG gewohnte Achsfolge 1B zurück. Die Räder sind rollengelagert und wie bei der Vorgängerbauart asymmetrisch im Drehgestell geführt. Die Rollenlager sind in ihren Lagern im Drehgestellrahmen geführt, die Last wird über Schraubenfedern an die Drehgestellrahmen übertragen. Die zweiachsigen antriebslosen Drehgestelle sind mittels Drehzapfen mit dem Fahrgestell verbunden. Alle Räder des Dieselzuges haben einen Durchmesser von 950 mm.

### Dieselmotor
Es ist ein Motor des Typs 12 VFE 17/24 eingebaut. Er ist ein Zwölfzylinder-Viertakt-Dieselmotor in 40°-V-Bauart mit Vorkammereinspritzung, die installierte Leistung beträgt 730 PS (537 kW) bei 1250 min−1. Anders als die freisaugenden Motoren der Vorgängerbauart hat der 12 VFE 17/24 Turboaufladung mit Ladeluftkühlung. Die Zylinderbohrung beträgt 170 mm, der Kolbenhub 240 mm. Der Gesamthubraum beträgt 65,37 l.
Der Zylinderblock, das Kurbelgehäuse und die Ölwanne bestehen aus Silumin, die Kolben bestehen aus einer Aluminiumlegierung und die Kurbelwelle aus legiertem Stahl. Der spezifische Kraftstoffverbrauch des Motors beträgt 168 g/PSh (228 g/kWh), die Trockenmasse Motors ist 4600 kg. Der Motor wird mit zwei elektrischen Startermotoren angelassen, die die elektrische Energie aus einem Akkumulator beziehen. Die Zündfolge beträgt auf der linken Seite 1-4-2-6-3-5, auf der rechten Seite 6-3-5-1-4-2.

### Kraftübertragung

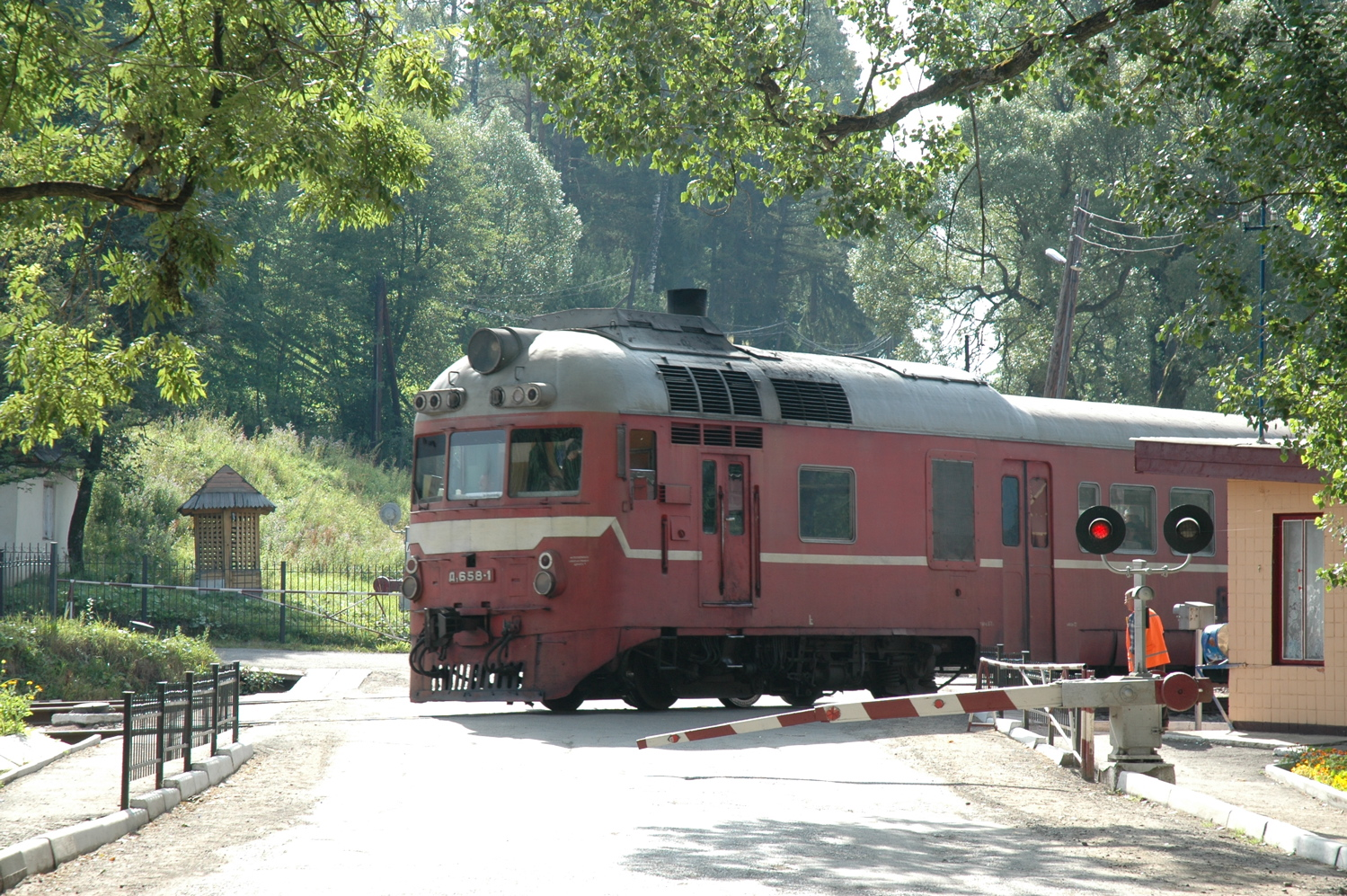
Die charakteristische Kopfform des Triebwagens

Der Triebzug D1 hat ein dreistufiges hydromechanisches Automatikgetriebe nach dem System Hydro-Ganz HM612-22. Es besteht aus 14 Zahnrädern, einem hydrodynamischem Wandler, trommelförmigen Verbindungen und Kupplungsscheiben sowie den Ausgangs-, Zwischen- und Eingangswellen. Das Getriebe hat drei Fahrstufen; die erste ist die hydraulische, die zweite und dritte sind mechanisch. Das Übersetzungsverhältnis beträgt in der ersten Stufe 1,616; in der zweiten Stufe 1,443 und in der dritten Stufe 0,95. In jeder Fahrstufe kann rückwärts gefahren werden, dazu ist in das Getriebe ein Wendegetriebe mit zwei Zahnrädern integriert. Das Achsgetriebe hat ein Übersetzungsverhältnis von 1,857.
Bei Nenndrehzahl des Dieselmotors (1250 min−1) und einem Durchmesser der Antriebsräder von 950 mm beträgt die maximale Geschwindigkeit des Zuges in der ersten Stufe 54,6 km/h; in der zweiten Stufe 84,3 km/h und in der dritten Stufe 126,7 km/h. Die Umschaltung in die zweite Stufe geschieht automatisch bei 55,6 km/h, in die dritte Stufe bei 83,5 km/h. Für den Lokführer brachte dieses Getriebe gegenüber der Vorgängerbauart eine Arbeitserleichterung, brauchte er doch das Schalten der Fahrstufen nicht mehr selbst auszuführen. Auch brauchte zum Anfahren die Kupplung nicht mehr betätigt werden.
Das Drehmoment wird von der Kurbelwelle des Motors auf eine Verbindungskupplung übertragen, diese ist mit einer Kardanwelle mit der Eingangswelle des Getriebes verbunden. In der ersten Stufe wird das Drehmoment auf das Pumpenrad des hydrodynamischem Wandlers übertragen. In der zweiten und dritten Geschwindigkeitsstufe wird das Drehmoment ausschließlich mechanisch übertragen. Der Wirkungsgrad beträgt in der ersten Geschwindigkeitsstufe 80 %, in der zweiten Geschwindigkeitsstufe 94,7 % und in der dritten Geschwindigkeitsstufe 94 %. Die maximale Leistung der mechanischen Leistungsübertragung beträgt 550 kW, bei der hydrodynamischen 500 kW. Die Trockenmasse des Getriebes beträgt 2715 kg.

### Elektroausrüstung

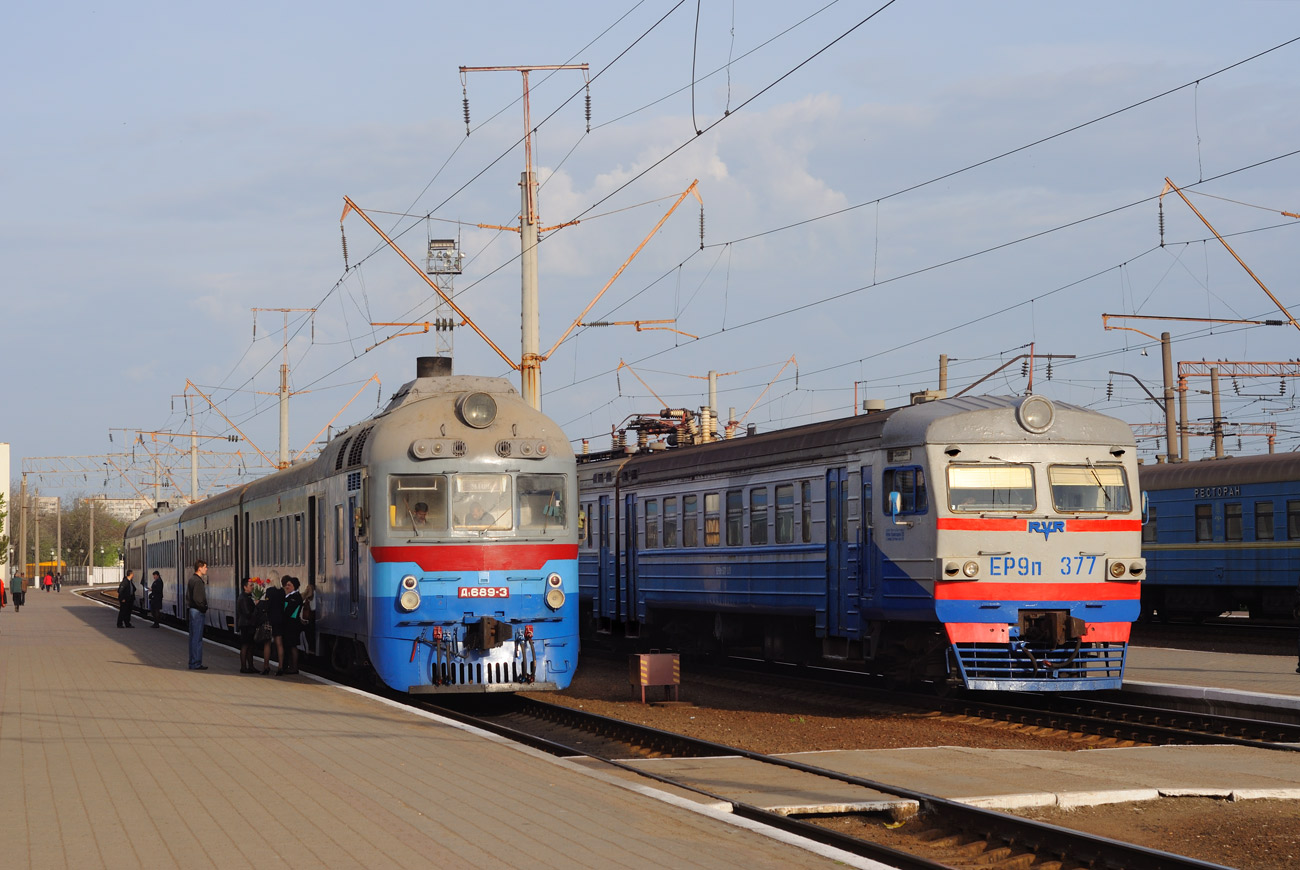
D1-689 in Schewtschenko

Die Verwendung der elektrischen Ausrüstung auf den Dieselzug dient der Steuerung der einzelnen Komponenten sowie der Beleuchtung. Dafür ist ein Nickel-Eisen-Akkumulator vom Typ 2SK-400 eingebaut, der eine Kapazität von 400 Ah bei einer Spannung von 48 V hat. Für die Ladung des Akkumulators wird ein Generator vom Typ EDZ-6914R verwendet; das Kühlsystem EH-262 hat einen eigenen Generator vom Typ EH-261. Im Zug ist eine Kontrolleinheit vom Typ KV6/VII eingerichtet, ferner gibt es Schütze verschiedener Typen. Für die Inbetriebnahme jedes Dieselmotors werden je zwei mit Gleichstrom betriebene Gleichstrommaschinen vom Typ AL-FTB eingesetzt.

### Bremsanlage

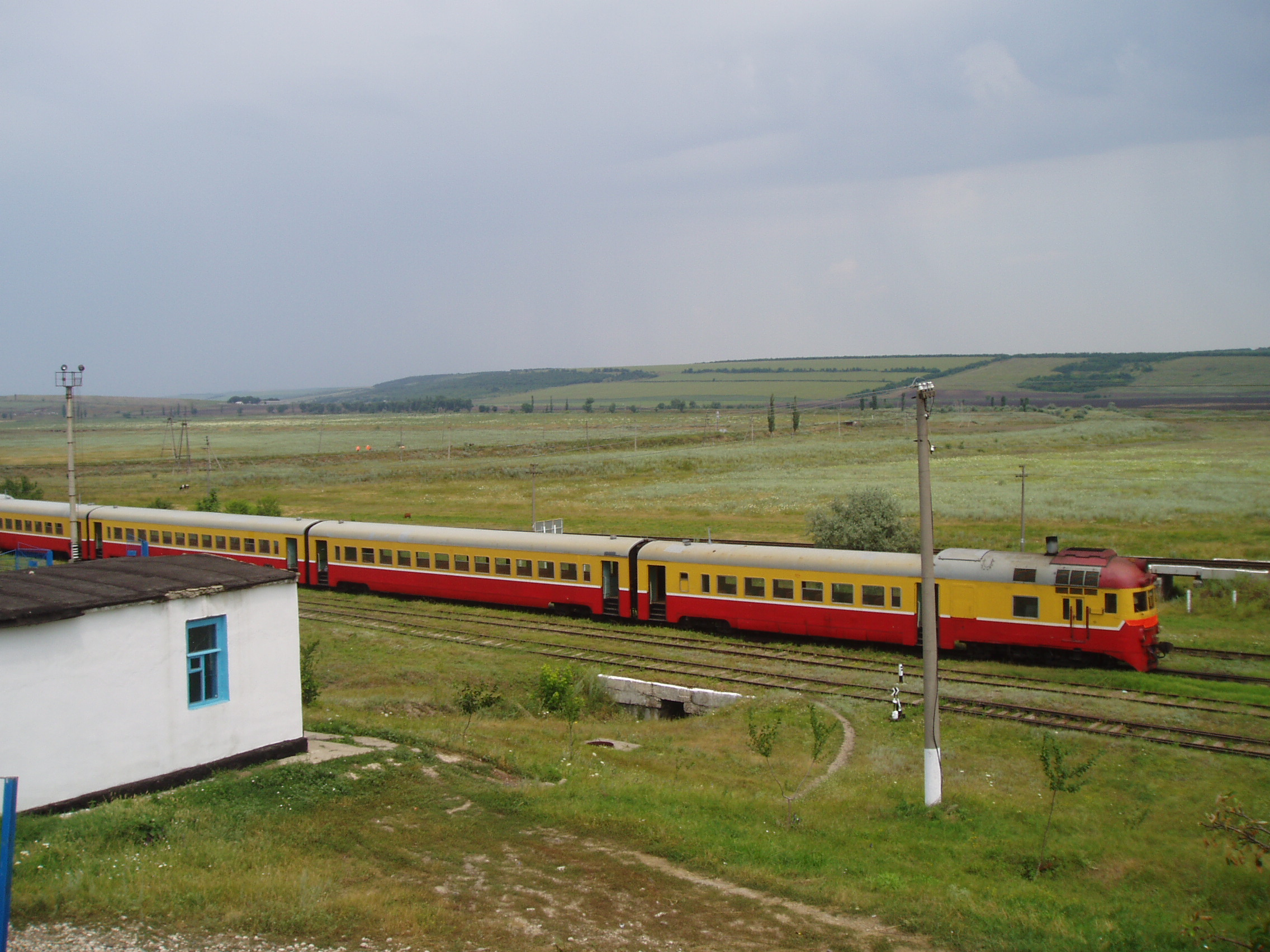
Ein Д1 bei den Eisenbahnen in Moldawien

Der Zug hat als aktive Bremse eine Klotzbremse in jedem Drehgestell sowie pneumatische Bremsen in den Antriebsdrehgestellen. Die Indirekte Bremse ist als Elektropneumatische Bremse ausgeführt. In jedem Wagen ist ferner eine Handbremse eingebaut.
Die aktive Bremse ist beidseitig ausgeführt. Die gesamte rechnerische Bremskraft beträgt auf die 16 abgebremsten Räder 136,2 Mp (1336 kN), dass sind 66 % des Leergewichtes bzw. 52 % des Dienstgewichtes des Zuges. Die Bremse eines jeden Wagens besteht aus je einem System je Drehgestell. In jedem Bremssystem ist ein Bremszylinder mit einem Durchmesser von 10 in (254 mm) und automatischer Regulierung von der Hebelübersetzung vom Typ SAW-300 angeordnet. Die Bremskraft wird von dem Bremszylinder mit Hilfe von Druckluft über ein Hebelsystem und die Bremsklötze auf die Räder übertragen. Wird die Bremse wieder ausgelöst, sorgen Zugfedern für die Rückführung des Hebelsystemes in die Ausgangslage. Eine automatische Ausgleicheinrichtung reguliert die Bremse bei Abnützung der Bremsklötze. Dies besorgt automatisch einen Bremszylinderhub in den Grenzen von 100 bis 150 mm. Das Übertragungsverhältnis der Hebelsysteme beträgt 8,53. Die rechnerische Kraft des Bremsdruckes auf die Achsen beträgt 10 Mp (98 kN) (bis zu dem Д1.376 12 Mp (118 kN)). Die Handbremse wird durch einen Handgriff betätigt, über vertikale Kräfte wird eine Bremswelle versetzt, und dadurch wird die Verbindung zu dem Bremshebelsystem hergestellt.
Die Bremse der antriebslosen Drehgestelle haben je einen eigenen Bremszylinder mit einem Durchmesser von 12 in (305 m) und einem automatischen Regulator SAW-300. Das Übersetzungsverhältnis beträgt hier 6,07:1, die rechnerische Kraft auf die Achse des Drehgestelles 8 Mp (78,5 kN) (bis zu dem Д1.376 12 Mp (118 kN)). Die Einrichtung der Handbremse ist entsprechend höher.

### Systeme für Betriebsflüssigkeiten und Betriebsgase
- Das Kraftstoffsystem ist für die Speisung des Dieselmotors mit Kraftstoff, seine Aufbewahrung und Reinigung bestimmt. Es besteht aus drei Tanks – zwei Haupttanks mit jeweils 1200 dm3 sowie einem Reservetank mit 80 dm3 Fassungsvermögen, einer Kraftstoffpumpe, dem Kraftstofffilter und dem Schmiersystem für den Turbolader.

- Das Ölsystem ist für die Aufbewahrung, Reinigung, Kühlung und Zuleitung des Öles zu den Schmierstellen des Dieselmotors bzw. die Kraftübertragung für den Anfahrwandler zuständig. Das System schließt Ölbehälter für das Motorschmieröl bzw. das Strömungsgetriebe, dafür verwendete Ölpumpen, Filtergruppen sowie Abfallbehälter, Wärmetauscher und Rohrleitungen mit Klappen und Ventilen ein. Der Vorrat an Öl beträgt im System des Dieselmotors 200 dm3, im System des Strömungsgetriebes 210 dm3.

- Das Kühlsystem ist für die Kühlung des Öles des Dieselmotors bzw. des Getriebes vorherbestimmt, es besteht aus dem Kühler mit einer Kühlfläche von 204 m2, zwei Wärmetauschern für das Motorschmieröl bzw. das Öl des Strömungswandlers, einem Wasserbehälter, Pumpen und Systemen der Turboleitungen. Der Vorrat an Wasser im System beträgt 1200 dm3.

- Das pneumatische System versorgt die Arbeit des Bremssystemes, des Dieselmotors, der Steuerung des Getriebes, der Sandstreueinrichtung und der pneumatischen Einstiegstüren. Das System besteht aus einem Kompressor, einem Kühler, Druckeinrichtungen und dem Luftbehälter.

- Die Systeme der Heizung und Ventilation versorgen das Innere des Dieselzuges mit Heizung und Frischluft. Naturgemäß wird die Ventilation durch Lüfter an der Decke des Fahrgastraumes vollzogen. Die Heizung des Triebzuges ist mit einer Luftheizung realisiert. Über Jalousien, die an den Seitenwänden des Motorwagens angeordnet sind, wird Frischluft in eine Kammer geleitet. Dort wird bei Bedarf die Frischluft mit der Abwärme des Kühlkreislaufes von dem Dieselmotor vermischt und wird über Ventilatoren in die Abteile der Reisenden gedrückt. Bei nichtarbeitendem Dieselmotor wird für die Erhitzung der Luft ein Vorwärmgerät verwendet.

- Das System der Brandbekämpfung beinhaltet zwei Schaumlöscher mit einem Schaumgenerator, die jeweils in dem Motorwagen untergebracht sind. Diese Löscher haben einen Gummikanal mit einer Länge von 12 m, um den Brand sowohl im Zug als auch in der unmittelbaren Umgebung zu beseitigen. Die Einrichtung wird mit Druckluft gesteuert.

- Das System der Wasserversorgung dient der Wasserversorgung für die Zwecke der Reisenden und besteht aus einem Behälter von 350 dm3, der über der Toilette eingebaut ist. So muss keine Pumpe das Wasser zur Toilette fördern. Da er in der Nähe von einem Kanal mit warmer Luft angeordnet ist, ist er gegen Gefrieren während der kalten Jahreszeit geschützt. Außerdem ist ein Trinkwasserbehälter mit einem Umfang von 30 dm3 vorgesehen.

## Änderung in der Konstruktion
Während der Auslieferung der Züge wurden zahlreiche konstruktive Änderungen durchgeführt. In den Zügen ab der Ordnungsnummer 306 wurde ein leistungsstärkerer dreizylindriger Luftkompressor vom Typ MK-135 eingebaut. Er produziert 1450 dm3/min bei einer Nenndrehzahl der Antriebswelle von 695 min−1. Ab dem Zug mit der Ordnungsnummer 306 wurde das Gepäckabteil entfernt, an seine Stelle wurde der Luftfilter für die Ventilation untergebracht. Ab dem Zug mit der Ordnungsnummer 336 wurde die Höhe des Wagenkastens von 4600 mm auf 4880 mm erhöht. Ab dem Triebwagen mit der Ordnungsnummer 376 wurde auf Grund ungenügender Arbeit des Triebdrehgestelles dieses derartig verändert, dass die erste Achse die Laufachse, und die beiden folgenden Achsen die Antriebsachsen sind. Der Radstand der Antriebsdrehgestelle vergrößerte sich daraufhin von 4170 mm auf 4500 mm. Ab 1972 hatten die Triebzüge dann die einheitliche Spurweite von 1520 mm. Geändert wurde ebenfalls die elektrische Ausrüstung des Zuges.

## Innere Einrichtung

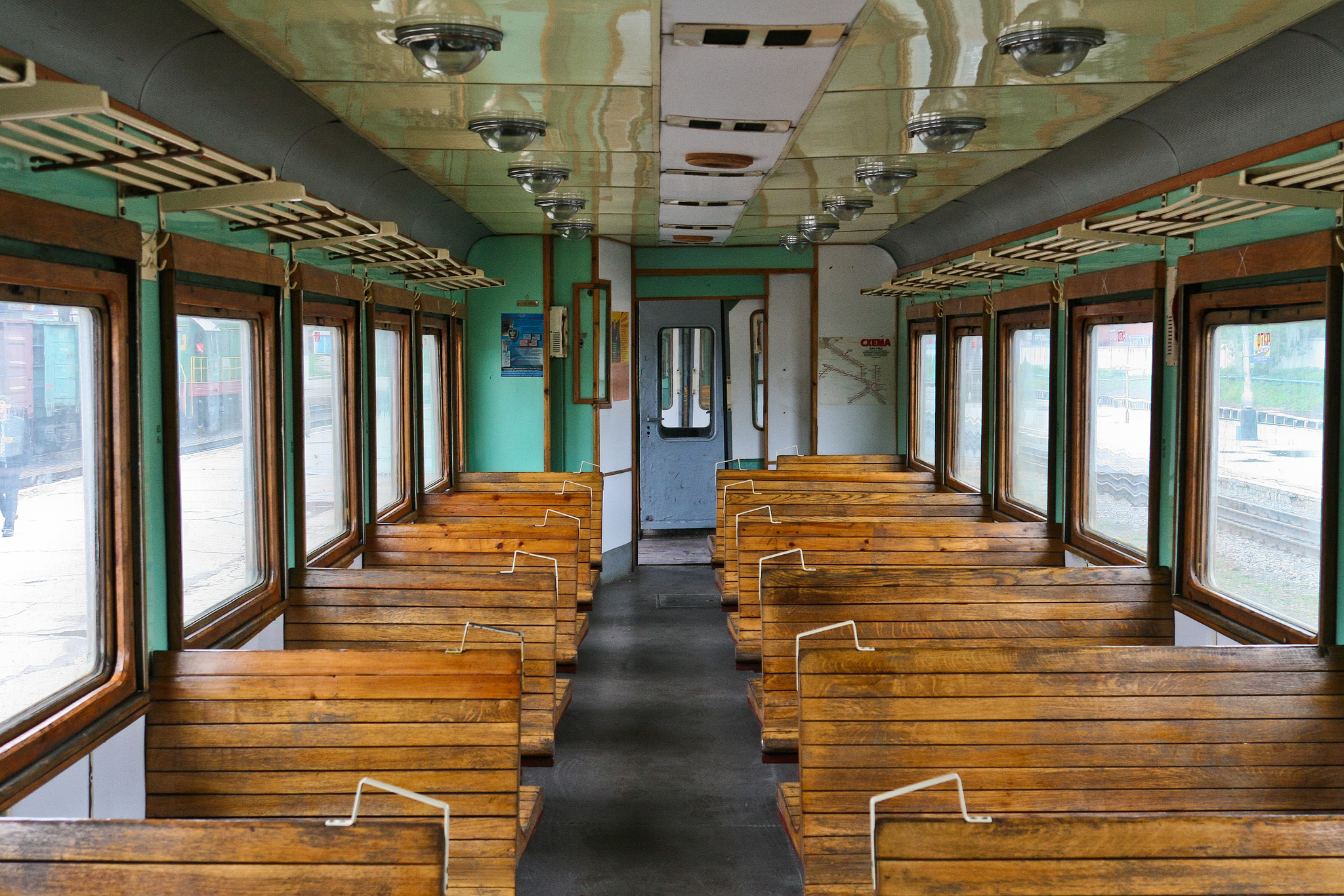
Bild von der Inneneinrichtung des Triebwagens Д1.569

Im Triebkopf folgt beginnend von der Kabine des Lokführers das Maschinenabteil. Danach folgt eine mittelgroße Abtrennung, die ursprünglich als Gepäckraum benützt wurde. Sie hatte fünf klappbare Sitze. Sollte kein Gepäck befördert werden, konnte dieses Abteil auch als Hilfsabteil für die Reisenden verwendet werden. Ab Zügen mit der Ordnungsnummer 306 wurde es entfernt und für die Unterbringung des Luftfilters verwendet. Danach folgt ein Vorraum mit Einstiegstüren, ein Passagierabteil, in welchem eine Toilette untergebracht ist und ein zweiter Vorraum mit Einstiegstüren. In den Beiwagen ist der größte Teil des Raumes vom Passagierabteil eingenommen, welches als Großraum ausgebildet ist und von zwei Vorräumen mit Einstiegstüren begrenzt ist. Das Großraumabteil besteht aus 2- bis 3-Platz-Sitzreihen mit Mittelgang. Die Sitzplätze sind in der sogenannten harten Bauweise ausgeführt. Die Rahmen der Sitzbänke bestehen aus Rohren, die mit stählernen Winkeln verstärkt sind. Belegt waren sie ursprünglich mit Holzleisten aus Buchenholz. In einigen Fällen waren die Belege auch überzogen mit Schaumstoff. In den Passagierabteilen des Triebkopfes sind 72 Sitzplätze, in den Mittelwagen je 128 Sitzplätze vorhanden. Über den Fenstern sind an den Seitenwänden die Gepäckablagerungen befestigt, sie sind aus Aluminiumprofilen hergestellt. Die Beleuchtung des Innenraumes ist an der Decke installiert. Sie ist angeordnet in zwei Reihen über den Sitzen. Bis zu den Fahrzeugen mit den 600er Ordnungsnummern waren die Lampen Leuchtstofflampen. Da diese in der UdSSR nicht geliefert werden konnten, wurden im Rahmen der KR-1 die Lampen entfernt, ihre Öffnungen verschlossen, und an ihrem Platz wurden Glühlampen montiert. Ein Vorraum des Wagens war vom Hersteller als Platz für Raucher vorgesehen. Später wurden die Einrichtungen für den Betrieb entfernt.

## Bedienung des Zuges

### Steuerung

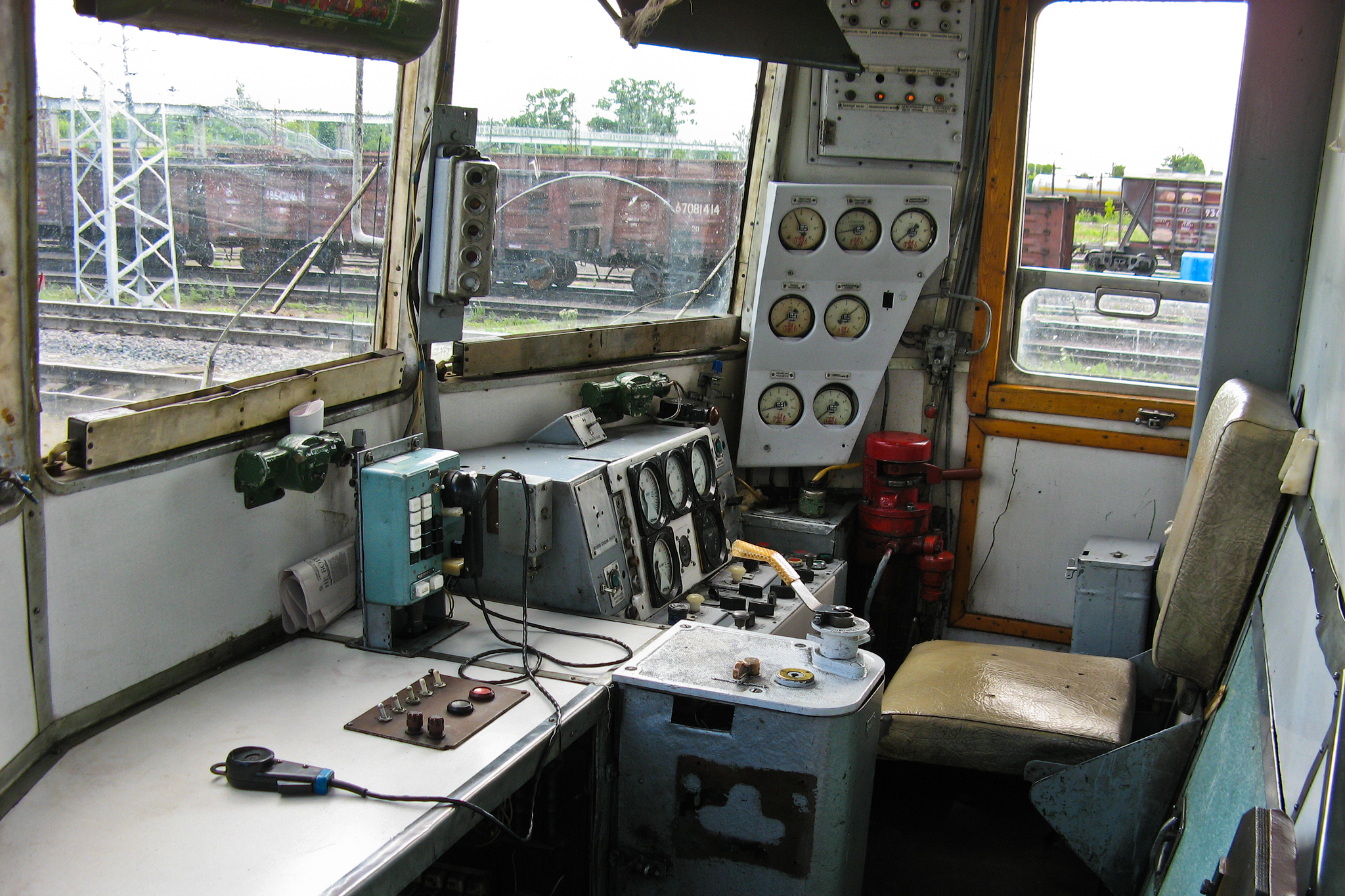
Bild von dem Führerstand des Д1.548

Im vorderen Teil eines jeden Triebkopfes sind sämtliche Bediensysteme angeordnet. Bei normalem Betrieb wird der gesamte Zug von einem Führerstand aus gesteuert. Es gibt auch die Möglichkeit Mehrfachtraktion. Auf dem Bedienpult des Lokführers sind der Fahrschalter, der Umsteuerungshebel für das Wendegetriebe, das Führerbremsventil, der Drehzahlmesser für den Dieselmotor, Thermometer für die verschiedenen Systeme, Amperemeter, Voltmeter, elektrische Geschwindigkeitsmesser, Signallampen und andere Geräte angeordnet. Rechts vom Platz des Lokführers sind ein Druckmanometer für den Öldruck im Ölsystem des Dieselmotors und der hydromechanischen Kraftübertragung sowie ein Druckmanometer für die Pressluft im System der pneumatischen Bremse angeordnet. Darüber befindet sich ein Panel, wo Störungen in den Systemen angezeigt wurden.
Der Fahrschalter des Triebwagens ist der von der Vorgängerbauart weiterentwickelte Typ KV6/VII. Er hat einen drehbaren Griff zur Steuerung und hat die Positionen 0,A,W,1,2,3,4,5. In der Stellung 0 sind alle Apparate des Zuges ausgeschaltet, alle elektrischen Leitungen sind stromlos; in der Stellung A werden die Umsteuerung des Wendegetriebes, die Rangierbewegung, das Starten des Dieselmotors verwirklicht; in der Stellung W vergrößert sich die Drehzahl des Dieselmotors von 530 auf 830 min−1, der Dieselmotor arbeitet hier im Leerlauf; in den Stellungen 1-5 wird die Kraftübertragung geschlossen und die Drehzahl des Dieselmotors erhöht sich entsprechend der Schalterstellung. Im Gegensatz zum Vorgängermodell braucht der Lokführer außer der Fahrschaltersteuerung keine Steuerungen des Getriebes mehr durchzuführen. Der Umsteuerungshebel für das Wendegetriebe hat fünf Stellungen; 0, vorwärts, vorwärts Fk, rückwärts, rückwärts Fk.

### Ausrüstungen für die Betriebsfähigkeit des Zuges
Für die Vorbereitung der Einheit für den Dienst auf der Strecke sind komplexe Arbeiten vorgesehen, die in Abhängigkeit von der konkreten Streckensituation in den Bahnhöfen beziehungsweise Haltepunkten abhängen. Diese Arbeiten schließen die Versorgung mit Kraftstoff, Öl, Wasser sowie Sand im Einklang mit den amtlichen Instruktionen ein. Die Aufrüstung eines Triebwagens dauert ungefähr 50 bis 60 Minuten. Alle zwei Tage im Betrieb wird die Einheit in stationären Waggonwaschanlagen von außen gewaschen, einmal am Tag wird eine feuchte Säuberung des Innenraumes vollzogen.

### Technische Bedienung und Reparatur

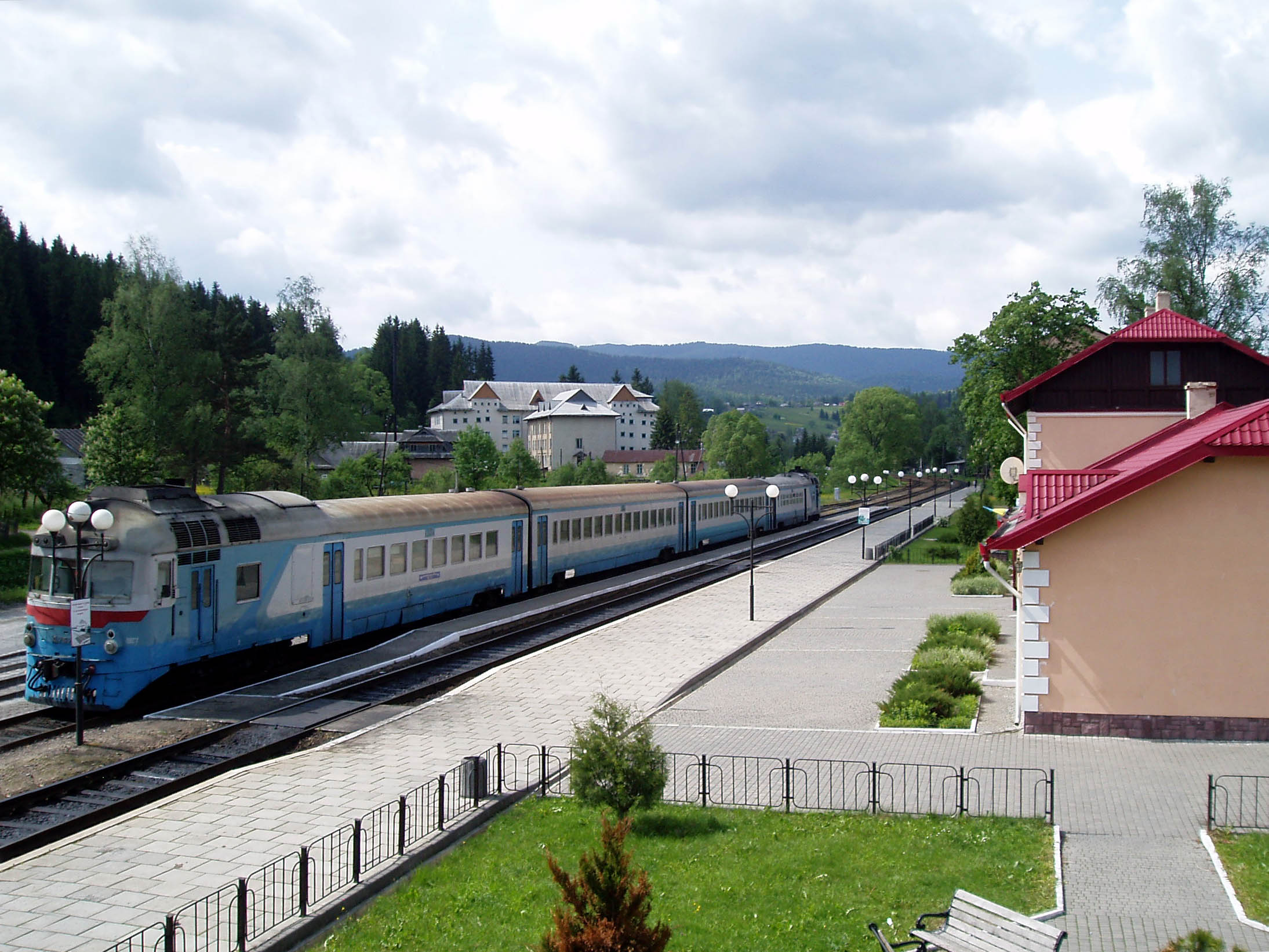
Bild von einem Triebwagen Д1 in der Ukraine

Die technische Bedienung des Triebzuges sind komplexe Arbeiten für die Aufrechterhaltung der technischen Intaktheit und Betriebsbereitschaft. Im Einklang mit Dienstvorschriften des Ministeriums für Verkehr und Nachrichtenwesen wurden Wartungsarbeiten in verschiedenen Wartungsstufen durchgeführt; in der Stufe T0-1 bei Annahme und Abgabe des Zuges; in der Stufe TO-2 alle 48 Stunden, in der Stufe TO-3 alle zehn Tage.
Die Reparatur des Dieselzuges wurde in komplexen Instandhaltungsstufen für die Wiederherstellung der Intaktheit und des arbeitsfähigen Zustandes durchgeführt. Im Einklang mit Dienstvorschriften des Ministeriums für Verkehr und Nachrichtenwesen wurden diese periodisch laufenden Reparaturarbeiten ebenfalls in Instandhaltungsstufen durchgeführt, und zwar; im Umfang der Stufe TR-1 alle zwei Monate; in der Instandhaltungsstufe TR-2 alle 75.000 Kilometer Laufleistung, nur nicht länger als 7,5 Monate; in der Instandhaltungsstufe TR-3 alle 150.000 Kilometer Laufleistung, nur nicht länger als 15 Monate. Die periodisch anfallenden Arbeiten wurden in den Depots für die Diesellokomotiven durchgeführt. Dabei hatte es in den einzelnen Depots immer wieder Probleme wegen der Länge der Instandhaltungsgleise gegeben, da ein Triebzug bei den Arbeiten nach Möglichkeit nicht auseinandergekuppelt werden sollte. In den Depots, die die TR-3 durchführten, war gleichzeitig eine Möglichkeit für die Reparatur des Dieselmotors, des Getriebes und des Reduziergetriebes zum Antrieb der Hilfsgetriebe vorhanden.
Die Generalreparatur des Triebzuges wurde in den Ausbesserungswerken durchgeführt. Sie wurden ebenfalls in periodischen Arbeiten nach Instandhaltungsstufen durchgeführt, und zwar in der Instandhaltungsstufe KR-1 aller 600.000 Kilometer Laufleistung, mindestens jedoch alle fünf Jahre; in der Instandhaltungsstufe KR-2 aller 1.200.000 Kilometer Laufleistung, mindestens jedoch alle zehn Jahre. Die Kapitaluntersuchungen wurden von den Ausbesserungswerken in Welikije Luki, Schmerynka und Daugavpils durchgeführt.
Ein Triebwagenzug D1 wird von einem Triebfahrzeugführer und einem Hilfstriebfahrzeugführer gesteuert. Der Triebfahrzeugführer hat seinen Platz an der Spitze des Triebkopfes, der Hilfsmtriebfahrzeugführer in Abhängigkeit von den Bedingungen, in der Kabine an der Spitze oder am Schluss des Zuges. Bei Doppeltraktion zweier Triebzüge ist auf dem zweiten Triebzug ein zweiter Hilfstriebfahrzeugführer untergebracht.

### Verkehr als Doppeltraktion

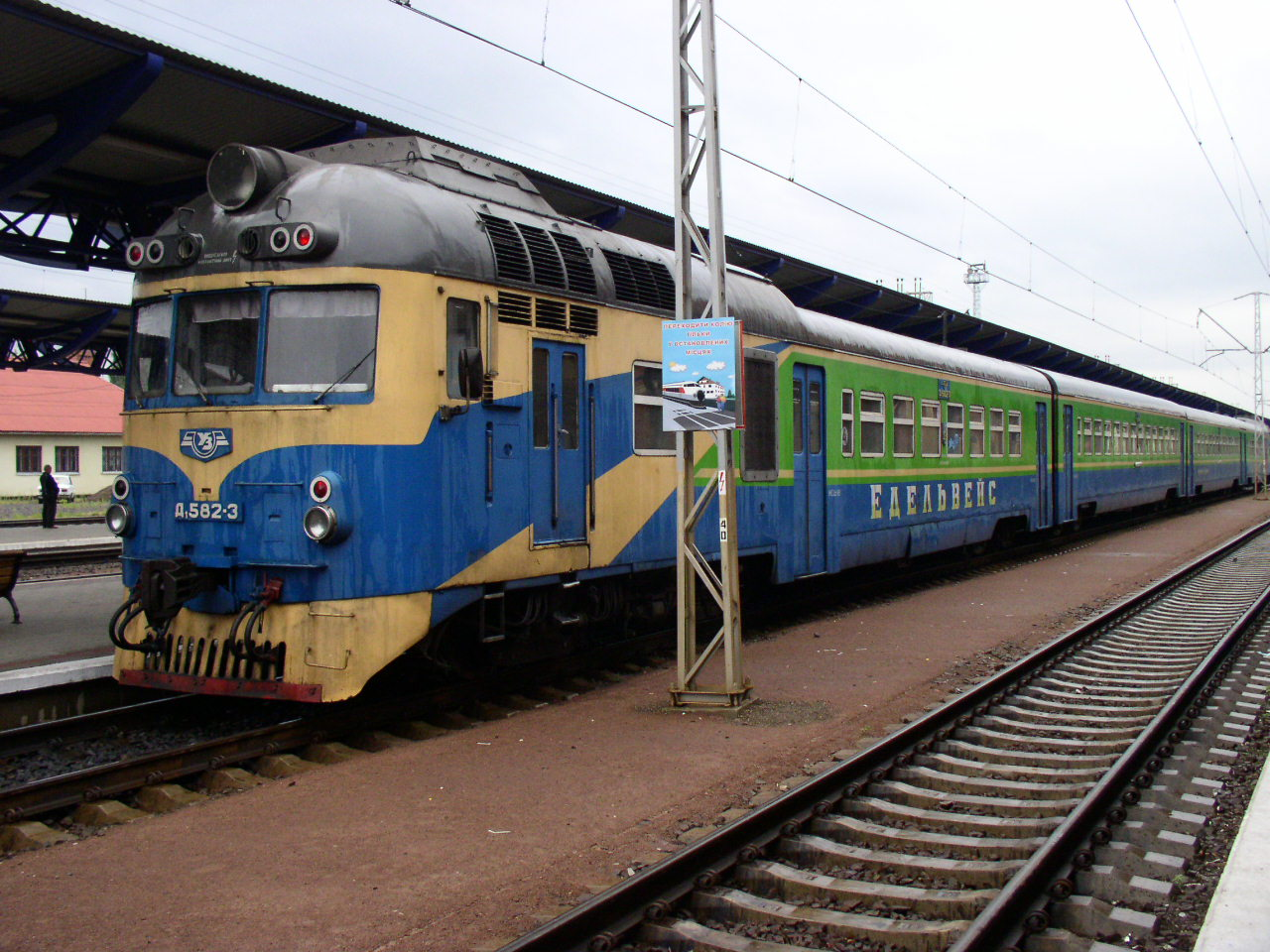
Foto von dem Д1.582 als Edelweiß-Express in der Ukraine

Grundsätzlich ist die Führung von zwei Triebzügen als Doppeltraktion mit Steuerung vom vorderen Triebzug aus möglich. Für die Verbindung von zwei Triebzügen sind Verbindungskabel vorhanden, die die Triebzüge über zwei 30-polige Stecker verbinden. Über diese Verbindung werden die hauptsächlichsten Systeme aller Motorwagen miteinander verbunden. Durch die unterschiedliche Ausführung der Steuersysteme werden Triebzüge in unterschiedliche Gruppen eingestuft, und zwar in der Gruppe 1: die Züge mit den Ordnungsnummern 201-255, zur Gruppe 2: die Züge mit den Ordnungsnummern 256-355, zur Gruppe 3: die Züge mit den Ordnungsnummern 356-375 und zur Gruppe 4 die Triebzüge ab der Ordnungsnummer 376. Innerhalb einer Gruppe können die Triebzüge ohne Einschränkung in Doppeltraktion gefahren werden. Bei Kupplung von Zügen der Gruppe 3 mit Zügen der Gruppe 2 und Gruppe 1 kann lediglich die pneumatische Bremse von dem führenden Zug mit gesteuert werden; bei der Kupplung von Zügen der Gruppe 1 und Gruppe 2 sind diese Einschränkungen nicht vorhanden, ebenso bei der Kupplung von Zügen der Gruppe 4 mit Zügen jeder weiteren Gruppe. Die Arbeit der Züge mit Doppeltraktion in den einzelnen Gruppen ist in einem Gesetz von 1969 Arbeit über das System vieler Einheiten bei dem Ministerium für Verkehr und Nachrichtenwesen festgeschrieben. Die Unterteilung wurde erforderlich, weil einige wesentliche Funktionen des gesteuerten Zuges wie Kompressor und Sandstreueinrichtung nicht funktionierten.

## Markierung des Zuges

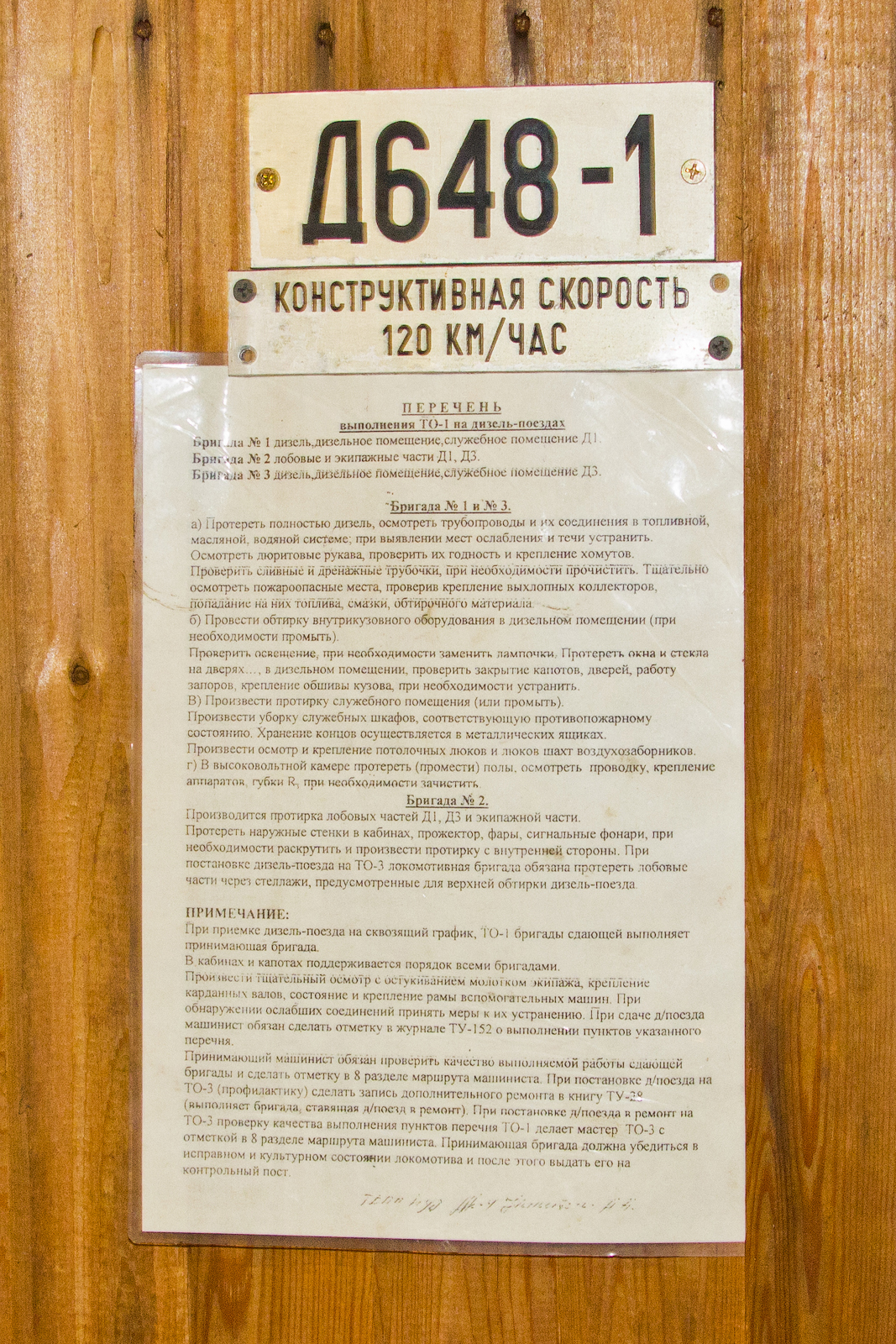
Werksschild im Inneren des Motorwagens des Д1.648

Ursprünglich waren die Züge bis zu der Inventarnummer 299 mit dem inneren Index Д (D) bezeichnet. Den Index Д1 (D1) erhielten sie erst ab dem Triebwagen mit der Inventarnummer 300. Die Nummerierung des Triebzuges erhielt außer der Benennung und der Nummer der Einheit gleichfalls die Nummerierung des Wagens. Die Motorwagen erhielten dabei lediglich ungerade Nummern mit 1, 3, 5 und die Beiwagen die Nummerierung 2, 4. In der Historie ist es vorgekommen, dass z. B. bei einem Motorwagen, der ausgemustert werden musste, der Ersatzwagen die Nummer 5 erhielt.
Draußen erhielten die Wagen ein Fabrikschild mit den Angaben des Jahres der Herstellung. Die bei Raba in Győr hergestellten Fahrzeuge besaßen auf dem Fabrikschild ebenfalls die Fabriknummer. Bei den Fahrzeugen des Triebzuges ist gleichzeitig ein achtstelliger Code mit angebracht. Die erste Ziffer des Code ist immer gleich 1, die zweite Ziffer bezeichnet den Typ der Einheit (7 ist gleich Dieselzug), die dritte Ziffer beschreibt die Verwendung (0 ist gleich Personenbeförderung). Die vierte Ziffer bedeutet z. B.: 2 ist ein Mittelwagen eines Triebzuges, 3 ein Motorwagen eines Zuges. Von der fünften bis zu der siebten Stelle wird die Inventarnummer des Wagens codiert, die achte Ziffer ist eine Kontrollziffer.